# Hippopsis minima
Hippopsis minima là một loài bọ cánh cứng trong họ Cerambycidae.